# Madeleine de Grandmaison
Madeleine Jouye de Grandmaison (ur. 27 stycznia 1938 w Le Morne-Rouge) – francuska i martynikańska polityk, posłanka do Parlamentu Europejskiego w latach 2007–2009.

## Życiorys
Od 1983 do 2010 zasiadała w martynikańskiej radzie regionalnej. W 1998 została wiceprzewodniczącą ds. kultury w administracji kierowanej przez Alfreda Marie-Jeanne. Należała do Martynikańskiej Partii Postępowej, brała udział w powołaniu Demokratycznego Zgromadzenia Martyniki.
W listopadzie 2007 zastąpiła Paula Vergèsa w Parlamencie Europejskim. Należała do Konfederacyjnej Grupy Zjednoczonej Lewicy Europejskiej i Nordyckiej Zielonej Lewicy, pracowała w Komisji Rozwoju oraz Podkomisji Praw Człowieka. W PE zasiadała do lipca 2009.
W wyborach regionalnych w 2010 prowadzona przez nią lista partyjna nie uzyskała żadnych mandatów w radzie regionalnej.